# Deltaflügel

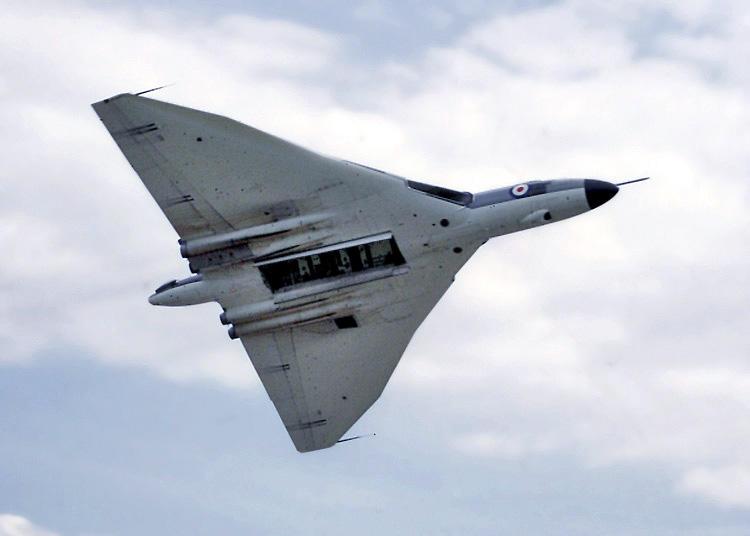
Die Avro Vulcan hat einen Deltaflügel mit doppelt geknickter Vorderkante

Als Deltaflügel werden die Tragflächen eines Flugzeuges mit einer dreieckigen Form bezeichnet. Zudem werden Flugzeuge mit solchen Flügeln auch als Deltaflügler bezeichnet. Die Bezeichnung wurde von Alexander Lippisch eingeführt, der bei seiner „Delta 1“ einen Nurflügel mit relativ hoher Streckung, erheblicher Zuspitzung und gerader Hinterkante verwirklichte. Um später die Eigenschaften eines Deltaflügels mit erheblich geringerer Streckung zu erproben, entstand der Versuchsgleiter DM-1. Dieser wurde nach Kriegsende in die USA verbracht und ausgiebig im Windkanal getestet. Aus den gewonnenen Erkenntnissen entstand der Versuchsstrahljäger Convair XF-92. Lippisch gilt allgemein als Vater des Deltaflügels, obwohl Boris Iwanowitsch Tscheranowski etwa gleichzeitig in der Sowjetunion an Flugzeugen mit Deltaflügeln forschte und diese erfolgreich zum Fliegen brachte (z. B. BITsch-7).
Deltaflügel werden bei überschallschnellen Flugzeugen eingesetzt, hierzu gehören Jagdflugzeuge und horizontal landende Raumschiffe.

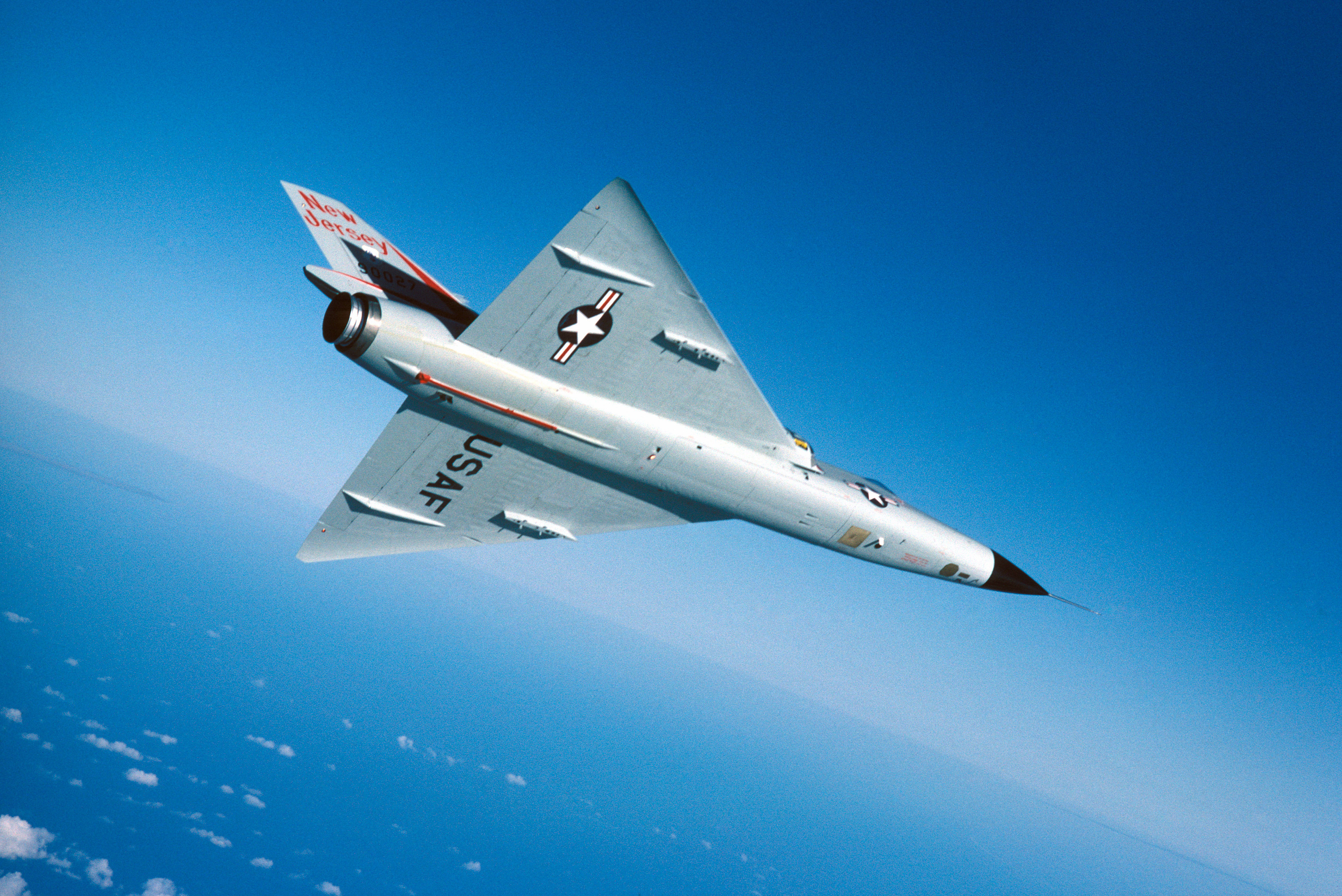
Die Convair F-106 hat einen Deltaflügel mit gerader Vorderkante

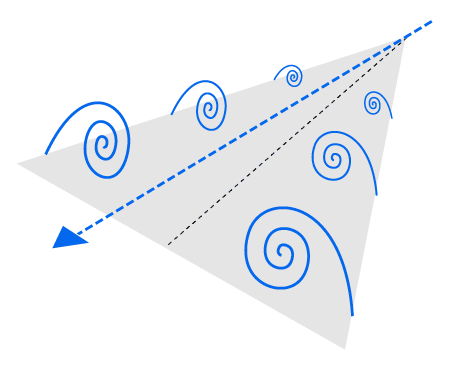
Schematische Darstellung der Wirbelbildung am Deltaflügel bei einem Anstellwinkel von 15 °. Der blaue Pfeil zeigt die Strömungsrichtung an.

Deltaflügel geringer Streckung erhalten zusätzlichen Auftrieb bei hohen Anstellwinkeln auf Grund von zwei stabilen Wirbeln, die sich entlang der beiden Vorderkanten bilden. Dabei löst sich die Strömung teilweise von der Oberfläche ab. Die Luft in der Strömung wird durch die Wirbel beschleunigt. Die Fläche wird durch den resultierenden Unterdruck angezogen. Über jeder Tragflächenhälfte strömt die Luft in einem Wirbel nach innen drehend.

## Besonderheiten
| " " | " " | " " | Doppeldelta | " " | " " |

Deltaflügel haben im Gegensatz zu herkömmlichen Flügelgeometrien (wie Rechteckflügel, Ellipsenflügel oder Trapezflügel) bei Flugzeugen die Form eines Dreiecks und damit des griechischen Großbuchstabens Delta (Δ). Sie besitzen im Verhältnis zu ihrer Flügelspannweite und Tiefe eine relativ geringe Profildicke.
Das Ausbleiben eines vollständigen Strömungsabrisses stellt einen besonderen Sicherheitsaspekt dar. Das Abnehmen der Fluggeschwindigkeit aufgrund eines hohen Anstellwinkels führt bei einem Deltaflugzeug nur zu einem steileren Durchsacken und einem höheren Anstellwinkel. Folglich lässt sich dies durch ausreichend Schub kompensieren und das Flugzeug wieder in eine normale Fluglage wie z. B. einen Geradeausflug überführen.
Deltaflügel erlauben kurzfristig einen hohen Auftrieb, der jedoch mit starkem Energieverlust erkauft wird. Der kurzfristig hohe Auftrieb kann für schnelle Richtungswechsel oder Zurückfallmanöver genutzt werden.
Die Steuerklappen am Deltaflügel können neben der Querruderfunktion auch das Höhenleitwerk ersetzen, die Klappen am Ende der Fläche werden dann entsprechend gemischt angesteuert. Alternativ oder zusätzlich werden Entenflügel eingesetzt. Auch das verbreitete vollständige Leitwerk kann mit Deltaflügeln und Entenflügeln kombiniert werden.

## Einsatzbereich

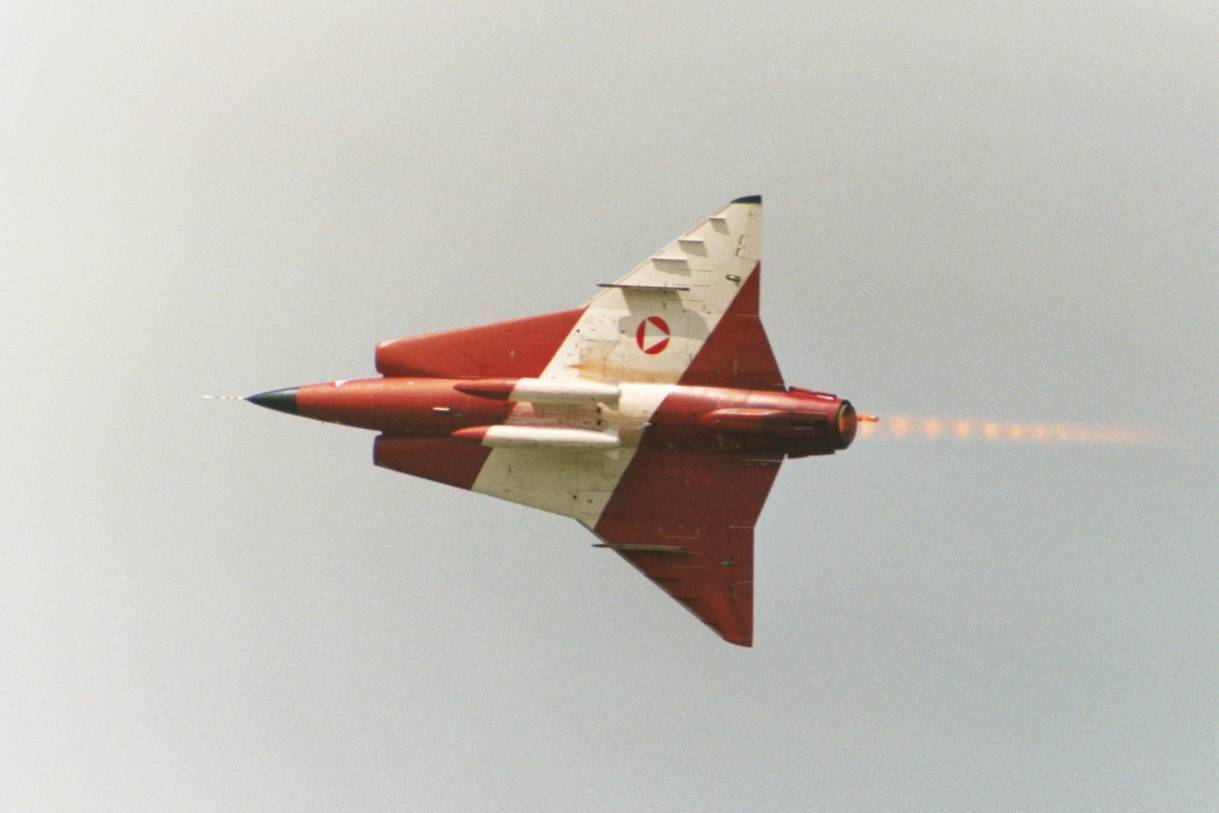
Doppeldelta bei Saab 35 Draken

Deltaflügel eignen sich besonders für den Überschallbereich. Ihre Form erlaubt eine große Fläche im Mach-Kegel. Im Unterschallbereich haben sie bei gleichem Auftrieb jedoch einen höheren Luftwiderstand als herkömmliche Tragflächen größerer Streckung.
Im höheren Überschallbereich (Ma ≥ 2) bieten kleine, dünne, trapezförmige Stummelflügel mit negativer V-Stellung wie die der F-104 das bessere Verhältnis von Auftrieb zu Widerstand, falls man auf die Unterbringung von Hydraulik, Fahrwerk und integralem Tank verzichten kann.
Jagdflugzeuge werden neben hoher Geschwindigkeit auf kleine Kurvenradien und hohe Rollraten ausgelegt. Für geringe Kurvenradien oder hohe Winkelgeschwindigkeit ist ein großer Auftrieb nötig, für hohe Geschwindigkeit ein geringer Widerstand. Der Deltaflügel stellt einen geeigneten Kompromiss dar, er kann dünn, stark gepfeilt, von geringer Spannweite und von großer Fläche sein. Die geringe Streckung führt zu einem geringeren Trägheitsmoment um die Längsachse, was zu einer höheren Rollbeschleunigung führt. Seine lange Flügelwurzel erlaubt eine hohe Verwindungssteifigkeit.
Der hohe Widerstand im Wirbelauftriebsmodus wurde vom Space Shuttle genutzt, um nach dem Wiedereintritt kontrolliert Energie abzubauen. Jagdflugzeuge haben ausreichend Schub, um die Verluste zu kompensieren.
Im Bereich des Flugmodellbaus haben Deltaflügel aufgrund ihrer einfachen Bauweise und Überziehsicherheit eine weite Verbreitung.

## Deltaflugzeuge

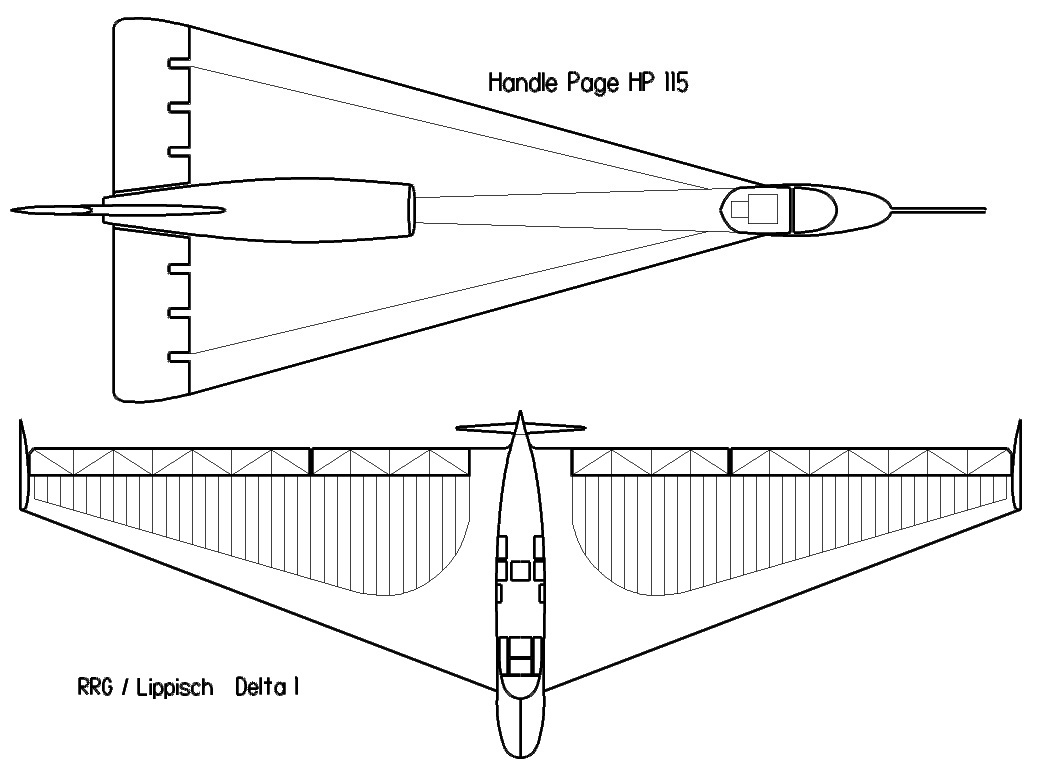
Deltaflügel unterschiedlicher Streckung

Bekannte Flugzeuge mit Deltaflügel sind Maschinen der Baureihen:

### Ursprünge
- Lippisch Delta1
- Tscheranowski BITsch8

### Serienproduktionsflugzeuge
- Atlas Cheetah
- Avro Vulcan
- Chengdu J-7
- Chengdu J-10
- Chengdu J-20
- Concorde
- Convair B-58
- Convair F-102
- Convair F-106
- Dassault Mirage III, IV, 5 und 2000
- Dassault Rafale
- Douglas A-4
- Douglas F4D
- Eurofighter Typhoon
- Gloster Javelin
- HAL Tejas
- IAI Kfir
- Lockheed SR-71 Blackbird
- Mikojan-Gurewitsch MiG-21
- Mikojan-Gurewitsch MiG 1.44
- Saab 35 Draken
- Saab 37 Viggen
- Saab JAS 39 Gripen
- Shenyang J-8
- Suchoi Su-9
- Suchoi Su-11
- Suchoi Su-15
- Tupolew Tu-144
- Lockheed Martin F-22

### Versuchs- oder Prototyp-Beispiele
- Avro 707 (1949)
- Avro Canada CF-105
- Boeing X-32
- Boulton Paul P.111
- Boulton Paul P.120
- Chengdu J-9
- Chengdu J-36
- Convair F2Y
- Convair XF-92 (1948)
- Convair XFY-1
- D-Plane 1
- Dyke Delta
- Fairey Delta 1 (1951)
- Fairey Delta 2 (1954)
- Handley Page HP.115
- Helwan HA-300
- Lawotschkin La-250
- Lippisch P.13a
- Mjassischtschew M-50
- North American XB-70
- Short SC.1
- Suchoi T-4

Das US-amerikanische Space Shuttle und die sowjetische Buran bedienen sich ebenfalls dieser Tragflügelform.